# Danh sách tiểu hành tinh: 20501–20600
| Tên                | Tên đầu tiên | Ngày phát hiện      | Nơi phát hiện                      | Người phát hiện    |
| ------------------ | ------------ | ------------------- | ---------------------------------- | ------------------ |
| 20501 -            | 1999 RD10    | 7 tháng 9 năm 1999  | Socorro                            | LINEAR             |
| 20502 -            | 1999 RG11    | 7 tháng 9 năm 1999  | Socorro                            | LINEAR             |
| 20503 Adamtazi     | 1999 RX14    | 7 tháng 9 năm 1999  | Socorro                            | LINEAR             |
| 20504 -            | 1999 RH15    | 7 tháng 9 năm 1999  | Socorro                            | LINEAR             |
| 20505 -            | 1999 RE16    | 7 tháng 9 năm 1999  | Socorro                            | LINEAR             |
| 20506 -            | 1999 RO17    | 7 tháng 9 năm 1999  | Socorro                            | LINEAR             |
| 20507 -            | 1999 RU19    | 7 tháng 9 năm 1999  | Socorro                            | LINEAR             |
| 20508 -            | 1999 RL25    | 7 tháng 9 năm 1999  | Socorro                            | LINEAR             |
| 20509 -            | 1999 RL26    | 7 tháng 9 năm 1999  | Socorro                            | LINEAR             |
| 20510 -            | 1999 RQ26    | 7 tháng 9 năm 1999  | Socorro                            | LINEAR             |
| 20511 -            | 1999 RJ31    | 8 tháng 9 năm 1999  | Đài thiên văn Zvjezdarnica Višnjan | K. Korlević        |
| 20512 Rothenberg   | 1999 RW32    | 10 tháng 9 năm 1999 | Drebach                            | A. Knöfel          |
| 20513 Lazio        | 1999 RC34    | 10 tháng 9 năm 1999 | Campo Catino                       | F. Mallia, G. Masi |
| 20514 -            | 1999 RD34    | 7 tháng 9 năm 1999  | Đài thiên văn Zvjezdarnica Višnjan | K. Korlević        |
| 20515 -            | 1999 RO34    | 11 tháng 9 năm 1999 | Višnjan Observatory                | K. Korlević        |
| 20516 -            | 1999 RP34    | 11 tháng 9 năm 1999 | Višnjan Observatory                | K. Korlević        |
| 20517 Judycrystal  | 1999 RB35    | 11 tháng 9 năm 1999 | Olathe                             | L. Robinson        |
| 20518 Rendtel      | 1999 RC36    | 12 tháng 9 năm 1999 | Drebach                            | A. Knöfel          |
| 20519 -            | 1999 RH36    | 12 tháng 9 năm 1999 | Đài thiên văn Zvjezdarnica Višnjan | K. Korlević        |
| 20520 -            | 1999 RC38    | 13 tháng 9 năm 1999 | Višnjan Observatory                | K. Korlević        |
| 20521 -            | 1999 RM38    | 13 tháng 9 năm 1999 | Višnjan Observatory                | K. Korlević        |
| 20522 Yogeshwar    | 1999 RK40    | 13 tháng 9 năm 1999 | Drebach                            | A. Knöfel          |
| 20523 -            | 1999 RZ41    | 13 tháng 9 năm 1999 | Đài thiên văn Zvjezdarnica Višnjan | K. Korlević        |
| 20524 Bustersikes  | 1999 RJ42    | 13 tháng 9 năm 1999 | Fountain Hills                     | C. W. Juels        |
| 20525 -            | 1999 RU43    | 14 tháng 9 năm 1999 | Đài thiên văn Zvjezdarnica Višnjan | K. Korlević        |
| 20526 Bathompson   | 1999 RZ45    | 7 tháng 9 năm 1999  | Socorro                            | LINEAR             |
| 20527 Dajowestrich | 1999 RO48    | 7 tháng 9 năm 1999  | Socorro                            | LINEAR             |
| 20528 Kyleyawn     | 1999 RL50    | 7 tháng 9 năm 1999  | Socorro                            | LINEAR             |
| 20529 Zwerling     | 1999 RM53    | 7 tháng 9 năm 1999  | Socorro                            | LINEAR             |
| 20530 Johnayres    | 1999 RG55    | 7 tháng 9 năm 1999  | Socorro                            | LINEAR             |
| 20531 Stevebabcock | 1999 RW57    | 7 tháng 9 năm 1999  | Socorro                            | LINEAR             |
| 20532 Benbilby     | 1999 RL64    | 7 tháng 9 năm 1999  | Socorro                            | LINEAR             |
| 20533 Irmabonham   | 1999 RO72    | 7 tháng 9 năm 1999  | Socorro                            | LINEAR             |
| 20534 Bozeman      | 1999 RU74    | 7 tháng 9 năm 1999  | Socorro                            | LINEAR             |
| 20535 Marshburrows | 1999 RV74    | 7 tháng 9 năm 1999  | Socorro                            | LINEAR             |
| 20536 Tracicarter  | 1999 RF81    | 7 tháng 9 năm 1999  | Socorro                            | LINEAR             |
| 20537 Sandraderosa | 1999 RO82    | 7 tháng 9 năm 1999  | Socorro                            | LINEAR             |
| 20538 -            | 1999 RN84    | 7 tháng 9 năm 1999  | Socorro                            | LINEAR             |
| 20539 Gadberry     | 1999 RT86    | 7 tháng 9 năm 1999  | Socorro                            | LINEAR             |
| 20540 Marhalpern   | 1999 RV86    | 7 tháng 9 năm 1999  | Socorro                            | LINEAR             |
| 20541 -            | 1999 RN93    | 7 tháng 9 năm 1999  | Socorro                            | LINEAR             |
| 20542 -            | 1999 RD94    | 7 tháng 9 năm 1999  | Socorro                            | LINEAR             |
| 20543 -            | 1999 RZ98    | 7 tháng 9 năm 1999  | Socorro                            | LINEAR             |
| 20544 Kimhansell   | 1999 RG100   | 8 tháng 9 năm 1999  | Socorro                            | LINEAR             |
| 20545 Karenhowell  | 1999 RS104   | 8 tháng 9 năm 1999  | Socorro                            | LINEAR             |
| 20546 -            | 1999 RA105   | 8 tháng 9 năm 1999  | Socorro                            | LINEAR             |
| 20547 -            | 1999 RD105   | 8 tháng 9 năm 1999  | Socorro                            | LINEAR             |
| 20548 -            | 1999 RM107   | 8 tháng 9 năm 1999  | Socorro                            | LINEAR             |
| 20549 -            | 1999 RH110   | 8 tháng 9 năm 1999  | Socorro                            | LINEAR             |
| 20550 -            | 1999 RX110   | 8 tháng 9 năm 1999  | Socorro                            | LINEAR             |
| 20551 -            | 1999 RE112   | 9 tháng 9 năm 1999  | Socorro                            | LINEAR             |
| 20552 -            | 1999 RU112   | 9 tháng 9 năm 1999  | Socorro                            | LINEAR             |
| 20553 Donaldhowk   | 1999 RQ113   | 9 tháng 9 năm 1999  | Socorro                            | LINEAR             |
| 20554 -            | 1999 RW114   | 9 tháng 9 năm 1999  | Socorro                            | LINEAR             |
| 20555 Jennings     | 1999 RC115   | 9 tháng 9 năm 1999  | Socorro                            | LINEAR             |
| 20556 Midgekimble  | 1999 RZ115   | 9 tháng 9 năm 1999  | Socorro                            | LINEAR             |
| 20557 Davidkulka   | 1999 RB116   | 9 tháng 9 năm 1999  | Socorro                            | LINEAR             |
| 20558 -            | 1999 RN117   | 9 tháng 9 năm 1999  | Socorro                            | LINEAR             |
| 20559 Sheridanlamp | 1999 RJ118   | 9 tháng 9 năm 1999  | Socorro                            | LINEAR             |
| 20560 -            | 1999 RX118   | 9 tháng 9 năm 1999  | Socorro                            | LINEAR             |
| 20561 -            | 1999 RE120   | 9 tháng 9 năm 1999  | Socorro                            | LINEAR             |
| 20562 -            | 1999 RV120   | 9 tháng 9 năm 1999  | Socorro                            | LINEAR             |
| 20563 -            | 1999 RG121   | 9 tháng 9 năm 1999  | Socorro                            | LINEAR             |
| 20564 Michaellane  | 1999 RT122   | 9 tháng 9 năm 1999  | Socorro                            | LINEAR             |
| 20565 -            | 1999 RR123   | 9 tháng 9 năm 1999  | Socorro                            | LINEAR             |
| 20566 Laurielee    | 1999 RV125   | 9 tháng 9 năm 1999  | Socorro                            | LINEAR             |
| 20567 McQuarrie    | 1999 RS129   | 9 tháng 9 năm 1999  | Socorro                            | LINEAR             |
| 20568 Migaki       | 1999 RC130   | 9 tháng 9 năm 1999  | Socorro                            | LINEAR             |
| 20569 -            | 1999 RP132   | 9 tháng 9 năm 1999  | Socorro                            | LINEAR             |
| 20570 Molchan      | 1999 RV133   | 9 tháng 9 năm 1999  | Socorro                            | LINEAR             |
| 20571 Tiamorrison  | 1999 RA135   | 9 tháng 9 năm 1999  | Socorro                            | LINEAR             |
| 20572 Celemorrow   | 1999 RN137   | 9 tháng 9 năm 1999  | Socorro                            | LINEAR             |
| 20573 Garynadler   | 1999 RW137   | 9 tháng 9 năm 1999  | Socorro                            | LINEAR             |
| 20574 Ochinero     | 1999 RZ139   | 9 tháng 9 năm 1999  | Socorro                            | LINEAR             |
| 20575 -            | 1999 RL142   | 9 tháng 9 năm 1999  | Socorro                            | LINEAR             |
| 20576 Marieoertle  | 1999 RG148   | 9 tháng 9 năm 1999  | Socorro                            | LINEAR             |
| 20577 -            | 1999 RM148   | 9 tháng 9 năm 1999  | Socorro                            | LINEAR             |
| 20578 -            | 1999 RH149   | 9 tháng 9 năm 1999  | Socorro                            | LINEAR             |
| 20579 -            | 1999 RX149   | 9 tháng 9 năm 1999  | Socorro                            | LINEAR             |
| 20580 Marilpeters  | 1999 RG151   | 9 tháng 9 năm 1999  | Socorro                            | LINEAR             |
| 20581 Prendergast  | 1999 RQ152   | 9 tháng 9 năm 1999  | Socorro                            | LINEAR             |
| 20582 Reichenbach  | 1999 RP154   | 9 tháng 9 năm 1999  | Socorro                            | LINEAR             |
| 20583 Richthammer  | 1999 RK158   | 9 tháng 9 năm 1999  | Socorro                            | LINEAR             |
| 20584 Brigidsavage | 1999 RP159   | 9 tháng 9 năm 1999  | Socorro                            | LINEAR             |
| 20585 Wentworth    | 1999 RG160   | 9 tháng 9 năm 1999  | Socorro                            | LINEAR             |
| 20586 Elizkolod    | 1999 RR160   | 9 tháng 9 năm 1999  | Socorro                            | LINEAR             |
| 20587 Jargoldman   | 1999 RD162   | 9 tháng 9 năm 1999  | Socorro                            | LINEAR             |
| 20588 -            | 1999 RM166   | 9 tháng 9 năm 1999  | Socorro                            | LINEAR             |
| 20589 Hennyadmoni  | 1999 RQ168   | 9 tháng 9 năm 1999  | Socorro                            | LINEAR             |
| 20590 Bongiovanni  | 1999 RN172   | 9 tháng 9 năm 1999  | Socorro                            | LINEAR             |
| 20591 Sameergupta  | 1999 RC177   | 9 tháng 9 năm 1999  | Socorro                            | LINEAR             |
| 20592 -            | 1999 RV177   | 9 tháng 9 năm 1999  | Socorro                            | LINEAR             |
| 20593 Freilich     | 1999 RM180   | 9 tháng 9 năm 1999  | Socorro                            | LINEAR             |
| 20594 -            | 1999 RP183   | 9 tháng 9 năm 1999  | Socorro                            | LINEAR             |
| 20595 Ryanwisnoski | 1999 RT188   | 9 tháng 9 năm 1999  | Socorro                            | LINEAR             |
| 20596 -            | 1999 RX188   | 9 tháng 9 năm 1999  | Socorro                            | LINEAR             |
| 20597 -            | 1999 RA192   | 11 tháng 9 năm 1999 | Socorro                            | LINEAR             |
| 20598 -            | 1999 RO194   | 7 tháng 9 năm 1999  | Socorro                            | LINEAR             |
| 20599 -            | 1999 RD196   | 8 tháng 9 năm 1999  | Socorro                            | LINEAR             |
| 20600 Danieltse    | 1999 RC197   | 8 tháng 9 năm 1999  | Socorro                            | LINEAR             |